# John Skehel
John James Skehel (né le 27 février 1941)  est un virologue britannique et scientifique émérite au Francis Crick Institute de Londres . De 1987 à 2006, il est directeur de l'Institut national de recherche médicale (NIMR) à Mill Hill, qui est intégré au Crick Institute en 2016 .

## Jeunesse
Skehel est né à Blackburn de Joseph et Annie Skehel en 1941, et fait ses études au St. Mary's College, Blackburn et va ensuite à l'Université d'Aberystwyth où il obtient un BSc en biochimie agricole.
Il termine ensuite ses études de troisième cycle à l'Institut des sciences et technologies de l'Université de Manchester (UMIST), où il obtient son doctorat en biochimie en 1966 sous la direction d'Alan Eddy, pour des recherches sur le transport des cations dans la Levure.

## Carrière et recherche
Après son doctorat, il est chercheur postdoctoral à l'Université d'Aberdeen puis à l'Université Duke.
En 1969, il retourne en Grande-Bretagne et commence à travailler à l'Institut national de recherche médicale sur le virus de la grippe. En 1984, il est nommé chef de la division de virologie, puis promu en 1987 directeur de l'Institut. Il est directeur du Centre collaborateur de référence et de recherche sur la grippe de l'Organisation mondiale de la santé (OMS) de 1975 à 1993 ,.

## Prix et distinctions
Il est élu Fellow de la Royal Society (FRS) en 1984 . Il reçoit le prix Wilhelm Feldberg en 1986, le prix Robert Koch en 1987, le Prix Louis-Jeantet pour la Médecine en 1988, le prix international ICN de virologie en 1992, la médaille royale en 2003 pour "ses recherches pionnières en virologie", et le Grand prix scientifique de la Fondation Louis D. (partagé avec le virologue néerlandais Ab Osterhaus (en)) de l'Institut de France en 2007. Skehel est fait chevalier lors des honneurs du Nouvel An 1997. En 1998, il devient membre fondateur de l'Académie des sciences médicales (FMedSci) . En novembre 2013, il est nommé vice-président et secrétaire biologique de la Royal Society. Il est nommé professeur honoraire de l'Université John Moores de Liverpool en 1993 et devient membre honoraire en 2007 ,. En 2004, il reçoit également un doctorat honorifique en sciences de l'University College de Londres . En 2020, il est élu à la Société américaine de philosophie .